# Morab
Der Morab ist eine US-amerikanische Pferderasse. Es handelt sich um eine Kreuzung aus Morgan und Araber.
Hintergrundinformationen zur Pferdebewertung und -zucht finden sich unter: Exterieur, Interieur und Pferdezucht.

## Exterieur
Der Morab ist wie der Araber ein edles Pferd mit großen ausdrucksvollen Augen und großen Nüstern. Das Profil des Kopfs ist gerade oder leicht konkav. Der Hals ist kräftig, aber edel, die Brust breit und tief. Der Rücken ist kurz und gerade, die Kruppe ist muskulös mit einem hohen Schweifansatz. Der Morab steht auf fehlerfreien Beinen, sein Stockmaß beträgt zwischen 145 und 157 cm. Alle Fellfarben ohne Flecken sind vertreten, Abzeichen am Kopf und an den Beinen sind zulässig. 

## Interieur
Der Morab ist ein ruhiges, anhängliches und verlässliches, gleichsam intelligentes Pferd. Seine starke Hinterhand verhilft ihm zu fließenden Bewegungen, er trägt sich in guter Versammlung. Der Morab eignet sich als Reitpferd und auch zum Kutschpferd. In letzter Zeit hat seine Beliebtheit stark zugenommen. Er ist vor allem in den USA verbreitet.

## Zuchtgeschichte
Die Pferderasse Morab entstand um 1800, bis 1930 wurden die Morabs in den Zuchtregistern von Morgan und Araber registriert. Das Internationale Morab-Register wurde erst 1992 gegründet. Morabs sehen Arabern sehr ähnlich und sind sehr vielseitig, denn Morabs sind eine Kreuzung zwischen Araber und Morgan, möglicherweise ist in der Ahnenreihe auch ein geringer Einfluss des Quarter Horse zu finden.